# Фридрих, Хайке
Хайке Апич-Фридрих (нем. Heike Apitzsch-Friedrich; род. 18 апреля 1970, Глаухау, Саксония) — немецкая пловчиха, чемпионка летних Олимпийских игр 1988 года на дистанции 200 м вольным стилем, четырёхкратная чемпионка мира.

## Биография
Хайке Фридрих родилась в 1970 году. Начала заниматься плаванием в 1976 году. С 1982 года состояла в спортивном клубе SC Karl-Marx-Stadt, её тренером был Гюнтер Дене. На чемпионате Европы по водным видам спорта 1985 года в Софии Фридрих одержала победу на дистанциях 100 и 200 м вольным стилем, а также в трёх эстафетах в составе сборной ГДР. На чемпионате мира по водным видам спорта 1986 года и чемпионате Европы 1987 года Фридрих вновь показала выдающиеся результаты, завоевав по 4 золотые медали. На летних Олимпийских играх 1988 года она победила на дистанции 200 м вольным стилем и в эстафете вольным стилем 4×100 метров в составе сборной ГДР (участвовала только в предварительном заплыве). Также Фридрих заняла второе место на дистанции 400 м вольным стилем, уступив американке Джанет Эванс.
Впоследствии было доказано, что многие спортсмены из ГДР принимали допинг, в том числе и Фридрих. Как установила комиссия, Хайке и другие пловчихи употребляли допинг во время чемпионата Европы по водным видам спорта 1989 года в Бонне, где она завоевала две золотые медали в эстафетах. Показатели тестостерона у спортсменок соответствовали мужским нормам.
В 1990 году Фридрих переехала в Байройт. В 1992—1994 годах работала тренером по плаванию в Японии. В дальнейшем стала менеджером косметологической фирмы в Саксонии.